# Labrisomus philippii
Labrisomus philippii är en fiskart som först beskrevs av Steindachner, 1866.  Labrisomus philippii ingår i släktet Labrisomus och familjen Labrisomidae. Inga underarter finns listade i Catalogue of Life.